# Радикальна ознака Коші
Радикальна ознака Коші — ознака збіжності числового ряду:
| Якщо для числового ряду {\displaystyle \sum _{n=1}^{\infty }a_{n}} з невід'ємними членами існує таке число {\displaystyle d}, {\displaystyle 0<d<1}, що, починаючи з деякого номера, виконується нерівність {\displaystyle {\sqrt[{n}]{a_{n}}}<d} то даний ряд збіжний. |

Дана ознака була вперше розглянута французьким  математиком Огюстеном-Луї Коші, який опублікував доведення у своєму підручнику Cours d'analyse (1821).
В англомовній літературі дану ознаку частіше називають просто "Root test", опускаючі ім'я автора.

## Гранична форма
Умова радикальної ознаки рівносильна наступному :
{\displaystyle \lim _{n\to \infty }{\sqrt[{n}]{a_{n}}}<1}
Тобто можна сформулювати радикальну ознаку збіжності знакододатного ряду в граничній формі:
| Якщо для ряду {\displaystyle \sum _{n=1}^{\infty }a_{n}\ (a_{n}\geq \;0)\ \exists \lim _{n\to \infty }{\sqrt[{n}]{a_{n}}}=l\;}, то якщо {\displaystyle l<1} ряд збігається, якщо {\displaystyle l>1} ряд розбігається. |

## Доведення
1. Нехай {\displaystyle l<1}. Очевидно, що існує таке {\displaystyle \varepsilon >0}, що {\displaystyle l+\varepsilon <1}. Оскільки існує границя {\displaystyle \lim _{n\to \infty }{\sqrt[{n}]{a_{n}}}=l}, то підставивши в означення границі вибране {\displaystyle \varepsilon } одержимо:
{\displaystyle \vert {\sqrt[{n}]{a_{n}}}-l\vert <\varepsilon }
Розкривши модуль, одержимо:
{\displaystyle -\varepsilon <{\sqrt[{n}]{a_{n}}}-l<\varepsilon }
{\displaystyle l-\varepsilon <{\sqrt[{n}]{a_{n}}}<l+\varepsilon }
{\displaystyle (l-\varepsilon )^{n}<a_{n}<(l+\varepsilon )^{n}}
Оскільки {\displaystyle l+\varepsilon <1}, то ряд {\displaystyle \sum _{n=1}^{\infty }(l+\varepsilon )^{n}} збігається. Тоді за ознакою порівняння ряд {\displaystyle \sum _{n=1}^{\infty }a_{n}} теж збігається.
2. Нехай {\displaystyle l>1}. Очевидно, що існує таке {\displaystyle \varepsilon >0}, що {\displaystyle l-\varepsilon >1}. Оскільки існує границя {\displaystyle \lim _{n\to \infty }{\sqrt[{n}]{a_{n}}}=l}, то підставивши в означення границі вибране {\displaystyle \varepsilon } одержимо:
{\displaystyle \vert {\sqrt[{n}]{a_{n}}}-l\vert <\varepsilon }
Розкривши модуль, одержимо:
{\displaystyle -\varepsilon <{\sqrt[{n}]{a_{n}}}-l<\varepsilon }
{\displaystyle l-\varepsilon <{\sqrt[{n}]{a_{n}}}<l+\varepsilon }
{\displaystyle (l-\varepsilon )^{n}<a_{n}<(l+\varepsilon )^{n}}
Оскільки {\displaystyle l-\varepsilon >1}, то ряд {\displaystyle \sum _{n=1}^{\infty }(l-\varepsilon )^{n}} розбіжний. Тоді за ознакою порівняння ряд {\displaystyle \sum _{n=1}^{\infty }a_{n}} теж розбіжний.

## Приклади
1. Ряд
{\displaystyle \sum _{n=1}^{\infty }{\frac {n}{2^{n}}}}
збіжний, оскільки виконується умова граничної форми радикальної ознаки
{\displaystyle \lim _{n\to \infty }{\sqrt[{n}]{a_{n}}}={\frac {1}{2}}}
2. Розглянемо ряд
{\displaystyle \sum _{n=1}^{\infty }{({\frac {n-1}{n+1}})}^{n(n-1)}}
{\displaystyle \lim _{n\to \infty }{\sqrt[{n}]{a_{n}}}=\lim _{n\to \infty }{({\frac {n-1}{n+1}})}^{n-1}=\lim _{n\to \infty }{(1-{\frac {2}{n+1}})}^{n-1}=e^{-2}<1\Rightarrow }ряд збіжний